# Панамериканский чемпионат по дзюдо 1972
Панамериканский чемпионат по дзюдо 1972 года прошёл 12-14 мая в столице Аргентины Буэнос-Айресе. Чемпионат был восьмым по счёту. В неофициальном командном зачёте победителями стали представители Бразилии, выигравшие 4 золотые медали, 4 серебряные и одну бронзовую. Соревнования проводились только среди мужчин.

## Медалисты
| Категория            | Золото                    | Серебро                     | Бронза                        |
| -------------------- | ------------------------- | --------------------------- | ----------------------------- |
| до 63 кг             | Хуан Маэто · Аргентина    | Анельсон Гуэрра · Бразилия  | Хосе Наккара · Аргентина      |
| до 70 кг             | Иполито Элиас · Аргентина | Э. Леонардо · Бразилия      | Дж. Валентини · Аргентина     |
| до 80 кг             | Лофей Сиозава · Бразилия  | Антонио Галлина · Аргентина | Рикардо Кастанино · Аргентина |
| до 93 кг             | Тиаки Исии · Бразилия     | Хорхе Портелли · Аргентина  | Дж. Кури · Бразилия           |
| свыше 93 кг          | В. О. де Абреу · Бразилия | А. Джованетти · Бразилия    | Хулио Абрахам · Аргентина     |
| Абсолютная категория | Тиаки Исии · Бразилия     | Лофей Сиозава · Бразилия    | Антонио Галлина · Аргентина   |

## Медальный зачёт
*   Принимающая страна (Аргентина)
| Место          | Страна         | Золото | Серебро | Бронза | Всего |
| -------------- | -------------- | ------ | ------- | ------ | ----- |
| 1              | Бразилия       | 4      | 4       | 1      | 9     |
| 2              | Аргентина*     | 2      | 2       | 5      | 9     |
| Всего стран: 2 | Всего стран: 2 | 6      | 6       | 6      | 18    |